# 春天出版

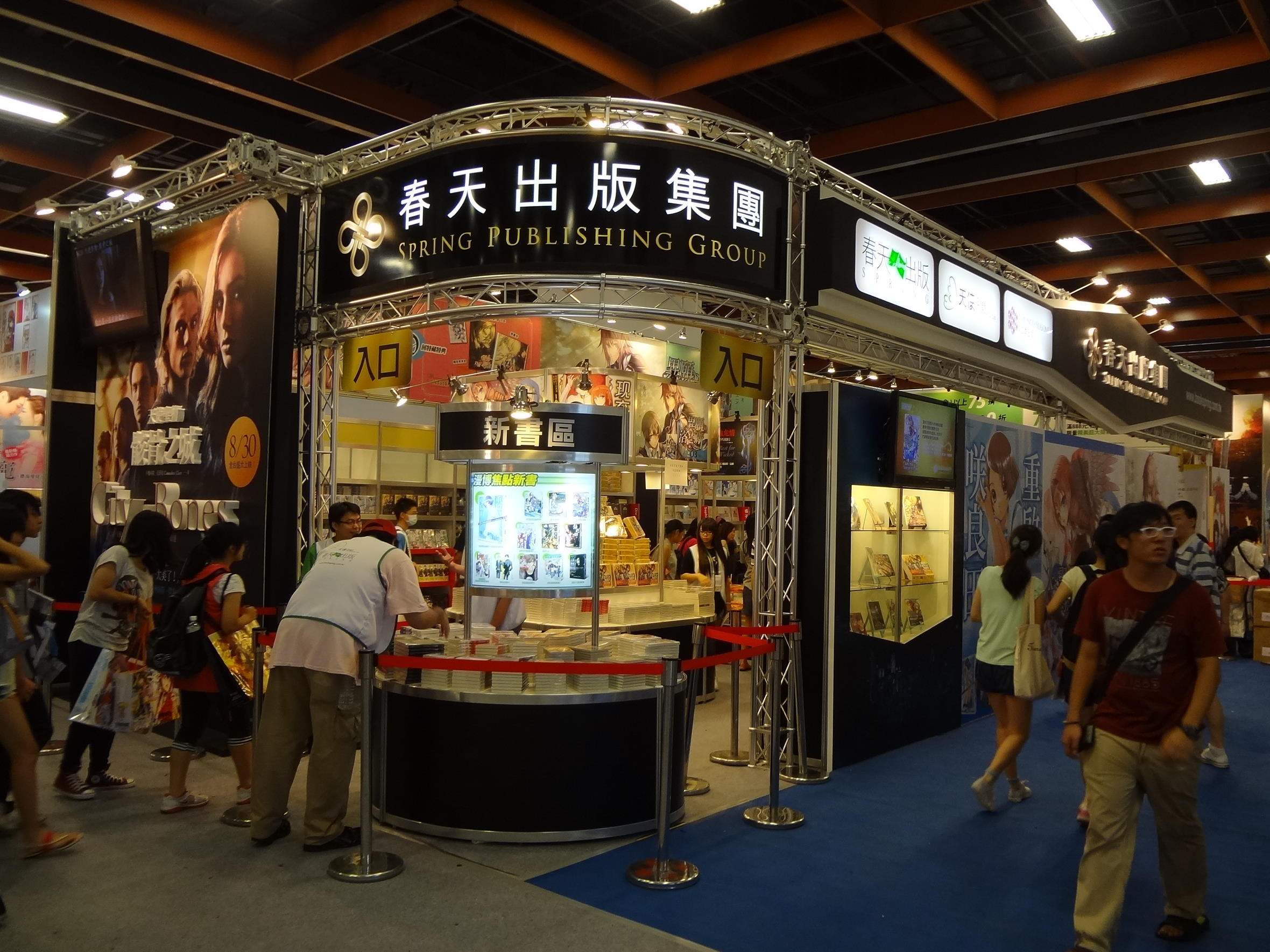
2013年漫畫博覽會的春天出版集團攤位

春天出版集團（Spring Publishing Group），是臺灣的一家出版集團。

## 旗下企業
- 春天出版國際文化股份有限公司
- 四季國際出版有限公司
- 天使出版國際文化有限公司(已解散)
- 法蘭克福國際文化事業有限公司 (已解散，春天出版前身)

## 春天出版國際文化有限公司
成立於2002年七月，前身為法蘭克福國際文化事業有限公司(法蘭克福工作室)，總編輯為莊宜勲。其旗下有不少作品，與中國大陸同業有版權往來，如：《風動鳴》、《天使迷夢》等。

## 春天出版主要出版品分類[2]
| 書系           | 類型           | 作家 |
| 春日文庫       | 日本翻譯文學   | 東野圭吾、百田尚樹、伊坂幸太郎、江國香織、藥丸岳、重松清、角田光代、奧田英朗、米澤穗信、湊佳苗、中脇初枝、青山美智子等。                                                     |
| Storytella     | 歐美犯罪       | 泰絲·格里森、多那托·卡瑞西、珍·哈珀、約翰·馬爾斯、安東尼·赫洛維茲、艾力克斯‧麥可利迪斯、約翰·提歐林、馬克·畢林漢、傑佛瑞‧迪佛、林伍德‧巴克萊、薇兒·麥克德米、泰瑞·海耶斯等。 |
| 春天文學       | 文學作品       | 傑佛瑞·亞契、約翰·史坦貝克、保羅‧索倫提諾 等。 |
| better         | 自我啓發、養生 | 枡野俊明、岸見一郎、樺澤紫苑、山田知生等。 |
| Progress       | 商業理財       | 西野亮廣、岡本純子等。 |
| all about love | 華人愛情小說   | 橘子、Sophia、袁晞等。 |

其他如九把刀系列、唐隱(中國作家)系列、笭菁系列、匪我思存(中國作家)系列、李榮道(大韓民國作家)系列

## 春天出版近年暢銷書
誠品書店2015年度10大:
第九名.《空洞的十字架》，東野圭吾
誠品書店2016年度10大:
第二名.《你所煩惱的事，有九成都不會發生》，枡野俊明
誠品書店2017年度10大:
第四名.《明天，我要和昨天的妳約會》，七月隆文
誠品書店2018年度10大:
第六名.《第十年的情人節》，東野圭吾
誠品書店2019年度10大:
第六名.《門徒》，泰絲.格里森
第七名.《空中殺人現場》，東野圭吾
誠品書店2020年度10大:
第七名.《祈念之樹》，東野圭吾
誠品書店2021年度10大:
第九名.《就算從未忘記》，middle

## 主要出版作品
| 作者                       | 作品 |
| -------------------------- | --- |
| 春天出版                   | |
| 九把刀                     | 那些年，我們一起追的女孩 殺手系列 打噴嚏 愛情，兩好三壞 等一個人咖啡 |
| Div                        | 地獄系列、陰界黑幫 |
| 笭菁                       | 禁忌系列 異遊鬼簿系列 惡童書系列 陳小美系列 妖異魔學園系列 |
| 龍雲                       | 黃泉委託人系列 驅魔教師系列 |
| middle                     | 讓我最放不下的人 最後一次耿耿於懷 明年見，明天見 就算從未忘記 你是我最熟悉的陌生人 曾經錯過的時間，曾經對過的你 閉起雙眼你最掛念誰 在我們忘記之前 永遠的平行線 純屬虛構 |
| 水泉                       | 風動鳴 銀色域 |
| 東澤                       | 戀之拳 野球男孩 KO人生 |
| 南方玫瑰                   | 十世轉生 |
| 卡珊卓拉·克蕾兒            | 骸骨之城（CITY OF BONES） |
| 泰絲·格里森                | 貝納德的墮落（Harvest） 外科醫生 門徒 |
| 多那托．卡瑞西             | 女警米拉系列 馬庫斯系列 |
| 東野圭吾                   | 夢幻花 空洞的十字架 冷酷的代課老師 第十年的情人節 空中殺人現場 希望之線 祈念之樹                                                                                        |
| 百田尚樹                   | 永遠的0 名叫海賊的男人 福爾圖娜之瞳 24號的奇蹟 幸福生活 風中的瑪利亞 BOX：熱血鬥陣 販賣夢想的男人                                                                       |
| 枡野俊明                   | 你所煩惱的事，有九成都不會發生 你所不安的事，有九成都可以消除 懂得梳理情緒的人，就擁有順利的人生                                                                        |
| 四季國際                   | |
| 天罪                       | 聖銀幻想曲 混沌異書紀 聖戰 |
| 紫曜日                     | 獻給廚師先生的吻 甜酒本釀造 牡丹非花 月下芍藥 |
| 朝霧カフカ、春河35         | 文豪Stray Dogs |
| 貳瓶勉                     | 人形之國 |
| 白濱鷗                     | 魔法帽的工作室 |
| 泉光                       | 圖書館的大魔法師 |
| 三部敬                     | 只有我不存在的城市 |
| 河野裕                     | 重啟咲良田 |
| 長谷敏司（繪者：redjuice） | BEATLESS 沒有心跳的少女 |

## 腳注
1. ↑  .   [2009-04-09]. （原始内容存档于2021-01-25）.
2. ↑  https://www.books.com.tw/web/sys_puballb/books/?pubid=springpub&loc=P_0001_004
3. ↑  https://www.elle.com/tw/life/culture/g22272/2015-top-10-best-seller-books/?slide=9
4. ↑  .   [2019-07-29]. （原始内容存档于2020-10-27）.
5. ↑  https://www.wowlavie.com/life_unit.php?article_id=AE1702410%5B%5D
6. ↑  .   [2019-07-29]. （原始内容存档于2019-07-27）.
7. ↑  .   [2019-12-30]. （原始内容存档于2019-12-30）.
8. ↑  .   [2023-05-26]. （原始内容存档于2023-05-26）.
9. ↑  .   [2023-05-26]. （原始内容存档于2023-05-26）.

## 外部連結
- 春天官方網站 （页面存档备份，存于）
- 每天都是春天 （页面存档备份，存于），官方網誌
- 春天出版的Facebook專頁
- 春天出版的Instagram帳戶
- 春天出版的Youtube